# Wynona (Oklahoma)
Wynona es un pueblo ubicado en el condado de Osage en el estado estadounidense de Oklahoma. En el año 2010 tenía una población de 		437 habitantes y una densidad poblacional de 	312,14 personas por km².

## Geografía
Wynona se encuentra ubicado en las coordenadas 36°32′44″N 96°19′33″O / 36.54556, -96.32583 (36.545583, -96.325962).

## Demografía
Según la Oficina del Censo en 2000 los ingresos medios por hogar en la localidad eran de $24,917 y los ingresos medios por familia eran $32,500. Los hombres tenían unos ingresos medios de $23,750 frente a los $16,932 para las mujeres. La renta per cápita para la localidad era de $14,201. Alrededor del 14.4% de la población estaban por debajo del umbral de pobreza.